# Lecanorchis virella
Lecanorchis virella är en orkidéart som beskrevs av Tamotsu Hashimoto. Lecanorchis virella ingår i släktet Lecanorchis och familjen orkidéer. Inga underarter finns listade i Catalogue of Life.